# Rhodesiella conica
Rhodesiella conica är en tvåvingeart som först beskrevs av Becker 1911.  Rhodesiella conica ingår i släktet Rhodesiella och familjen fritflugor. Inga underarter finns listade i Catalogue of Life.